# Diisocyanate de toluène

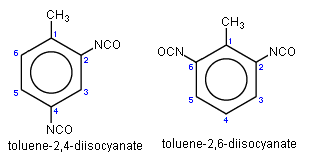
isomères du TDI

Le diisocyanate de toluène (TDI : Toluene diisocyanate) est un composé organique, toxique et allergène, appartenant au groupe des isocyanates. 

C'est l'un des monomères de départ utilisés pour la production de polyuréthane par polymérisation.

Le TDI peut réagir avec un polyol ce qui permet de former une structure uréthane.

## Production
Le TDI est produit industriellement en faisant réagir du diaminotoluène (en fait un mélange de 2,4-diaminotoluène et de 2,6-diaminotoluène dans un ratio 80:20) avec du phosgène (COCl2), ce qui conduit au TDI avec une production secondaire de chlorure d'hydrogène HCl.

## Formulation
Il est généralement commercialisé sous forme d'un mélange de 80 % de 2,4-diisocyanate de toluylène et de 20 % de 2,6-diisocyantate de toluylène.

## Usages
Il sert à fabriquer des mousses expansées, molles, semi-rigides ou rigides de polyuréthane, des adhésifs, peintures, enduits souples, élastomères, etc.

## Toxicologie
C'est un composé toxique et réactif, irritant dès 0,5 ppm pour la peau et les yeux. Il a des effets broncho-pulmonaires possibles dès 0,001 ppm. Ce produit doit être manipulé avec précaution. Les intoxications sont principalement dues à son inhalation et moindrement au passage transcutané. Chez le sujet non-sensibilisé, les premiers symptômes peuvent apparaître plusieurs heures après l'exposition (qui est le plus souvent l'inhalation).
Chez des asthmatiques exposés 1 heure à 0,01  à   0,02 ppm dans l'air inhalé, il entraîne une hyperactivité bronchique puis une obstruction bronchique. Un contact répété avec la peau ou une inhalation répétée peuvent entraîner une sensibilisation, des eczémas de contact puis des allergies graves (asthme allergique, allergies de contact avec œdème, crise dyspnéique, syndrome pseudo-grippal (6 à 8 h après exposition), éventuelle urticaire généralisée et parfois choc anaphylactique pouvant entraîner la mort). Des sensibilisations croisées avec d'autres isocyanates ainsi que des blépharoconjonctivites (probablement également allergiques) ont été signalées, de même que des opacités micronodulaires et réticulomicronodulaires visibles sur la radiographie des poumons. Une exposition à moins de 0,05 ppm suffit alors à déclencher une crise brutale (dès 0,001 ppm dans certains cas). Une fibrose interstitielle diffuse peut suivre, si l'exposition se répète, avec toux, dyspnée d'effort et fréquentes surinfections bronchiques.  Un effet mutagène a été observé, mais le nombre de personnes testées était insuffisant pour corréler.
Modèle animal :
- Ingéré chez le rat, il produit à long terme des cancers (de même que son sous-produit le TFA), et des lésions gastrointestinales et du foie, une léthargie et des diarrhées. Des cristaux blancs sont observés dans l'estomac à la nécropsie, ainsi qu'une coloration rouge foncé des poumons.
- Inhalé à forte dose par la souris ou le rat, il produit une hypersalivation, une léthargie puis la mort. Une exposition subaiguë tue quelques individus à moyen terme et tous à terme, par étouffement, les bronches se bouchant à cause du tissu muqueux se décollant de la trachée. Le TDI ne semble pas avoir d'effet sur la fertilité. On observe un moindre poids chez les jeunes issus d'une mère soumise au TDI.

La majorité du TDI inhalé et passé dans l'organisme se conjugue aux molécules organiques. Le reste est métabolisé en TDA  (toluène diamine) ou en produits acétylés qui seront excrétés dans les urines mais surtout via les fèces.
Toute exposition directe au TDI ou à ses vapeurs doit être évitée.